# آکاسیای لپروسا
آکاسیا لپروسا (نام علمی: Acacia leprosa) نام یک گونه از سرده آکاسیا است.